# Stadtentwässerung Dresden
Die Stadtentwässerung Dresden GmbH (SEDD) ist ein Gemeinschaftsunternehmen der sächsischen Landeshauptstadt Dresden (51 Prozent) und der Gelsenwasser AG (49 Prozent). Die Stadtentwässerung Dresden GmbH ist in Dresden für die Abwasserbeseitigung zuständig. Zu den wichtigsten Anlagen zählen die insgesamt 1.700 Kilometer lange Dresdner Kanalisation und die zentrale Kläranlage Dresden-Kaditz (740.000 Einwohnergleichwerte, größte ostdeutsche Kläranlage außerhalb Berlins). Aufsichtsratsvorsitzender ist nach dem Wechsel von Hartmut Vorjohann in die sächsische Staatsregierung die Umweltbeigeordnete, Bürgermeisterin Eva Jähnigen, geworden.

## Aufgaben
Zu den Aufgaben der SEDD gehören im Wesentlichen:
- die Sammlung und Ableitung des Schmutzwassers über das Kanalnetz aus Haushalten, Gewerbe und Industrie zur Kläranlage
- Sammlung und Behandlung des anfallenden Regenwassers
- die Fäkalienentsorgung aus abflusslosen Gruben
- die Reinigung des Abwassers in der Kläranlage
- die Rückführung des gereinigten Abwassers in die Gewässer
- die Entsorgung und/oder Verwertung der Rückstände aus der Abwasserreinigung wie Rechengut, Sandfanggut, Klärschlamm
- der Ausbau, die Instandhaltung und Sanierung des Kanalnetzes und der Kläranlagen
- die Unterhaltung der Gewässer zweiter Ordnung
- die Überwachung der Kläranlagen und der industriellen und gewerblichen Abwassereinleiter

## Beschäftigte
Rund 400 Mitarbeiter sind im Unternehmen beschäftigt, darunter 40 Auszubildende. Etwa zwei Drittel der Belegschaft arbeiten im gewerblichen Bereich, ein Drittel im kaufmännischen beziehungsweise im Management.